# Dirk Hempel (Fußballspieler)
Dirk Hempel (* 12. September 1973 in Jena; † 19. August 2017) war ein deutscher Fußballspieler.

## Sportliche Laufbahn
Der offensive Mittelfeldakteur, der beim FC Carl Zeiss Jena alle Nachwuchsmannschaften durchlief und danach zu einem wichtigen Bestandteil der FCC-Reserveelf in der Landesliga Thüringen beziehungsweise ab 1994 in der viertklassigen Nordost-Oberliga reifte, rückte in der Saison 1995/96 erneut kurzzeitig in den Zweitligakader der Jenaer auf. In zwei Heimpartien gegen Fortuna Köln und den VfL Wolfsburg wurde Hempel in der zweithöchsten Spielklasse des deutschen Fußballs eingesetzt. Bereits im August 1994 hatte er als Einwechselspieler für Bernd Schneider am 2. Spieltag der Spielzeit 1994/95 der Regionalliga gegen Hertha Zehlendorf in der 1. Mannschaft des FC Carl Zeiss, der am Saisonende der Aufstieg gelang, debütiert.
Der Sprung in die Stammelf der Lizenzmannschaft gelang dem gebürtigen Jenaer bei seinem Heimatverein nicht und im Sommer 1996 wechselte der Thüringer nach Sachsen zum FC Erzgebirge Aue. In der drittklassigen Regionalliga gehörte er zu den wichtigsten Kickern der Auer Mannschaft und erzielte er innerhalb von zwei Spieljahren in 58 Punktspielen zwölf Tore. Nach dem Abstieg der Jenaer aus der 2. Bundesliga kehrte Hempel in seine Geburtsstadt zurück und zählte in den darauffolgenden fünf Jahren mit mehr als 150 Ligaeinsätzen zum Stammpersonal des Thüringer Traditionsvereins in der Regionalliga und ab 2001 in der Oberliga. Später ließ der im August 2017 verstorbene Mittelfeldspieler seine fußballerische Laufbahn unter anderem beim VfB Pößneck, beim FC Erfurt Nord und beim FSV Hettstedt ausklingen.